# Šprti
Šprti (v originále The History Boys) je britský hraný film z roku 2006, který režíroval Nicholas Hytner podle stejnojmenné divadelní hry z roku 2004. Film popisuje osudy osmi středoškoláků, kteří usilují o univerzitní stipendium. V ČR vyšel film v roce 2007 na DVD.

## Děj
Příběh se odehrává v roce 1983 na chlapecké střední škole s důrazem na výuku dějin v Sheffieldu. Studenti Christopher Crowther, David Posner, Stuart Dakin, Richard Timms, Adi Akthar, James Lockwood, Peter Rudge a Donald Scripps, kteří získali v závěrečných testech nejlepší hodnocení, se nyní snaží získat stipendium ke studiu historie na Oxfordu nebo Cambridge. Na pohovor je připravují učitel Hector (literatura a všeobecná studia), paní Lintottová (dějiny) a nově příchozí mladý učitel Irwin, ambiciózní absolvent z Oxfordu. Jejich úsilí velmi podporuje ředitel školy, který doufá, že pokud všichni získají stipendium, stoupne tím i pověst jeho školy. Zatímco učitel Hector přednáší studentům o tom, že nejdůležitější je pocit z literatury a proto s nimi nacvičuje scénky z filmů a učí je zpaměti básně, Irwin nutí naopak studenty přemýšlet v historických souvislostech. Studenti a učitelé jedou na společný výlet do kláštera Fountains. Hector občas nabízí studentům odvoz ze školy na motorce, při čemž je osahává. Zatímco toto studenti berou jen jako neškodné rozptýlení, když se o tom dozví ředitel školy, chce Hectora po škončení školního roku předčasně penzionovat. Protože student Dakin udržuje poměr s ředitelovou sekretářkou Fionou, mají studenti informace, co ředitel chystá, a přimějí ho ke změně rozhodnutí. Student Posner je gay a je zamilovaný do Dakina. Svěří se s tím Irwinovi. Irwin sám je také gay, ale chce si udržovat od studentů odstup, aby nedopadl jako Hector. Studenti odjíždějí na přijímací pohor do Oxfordu a všichni jsou přijati. V Oxfordu Dakin zjistí, že zde Irwin na Corpus Christi College nikdy nestudoval. Po oslavě na škole Dakin provokuje Irwina, nabízí mu sex a řekne mu, že nestudoval na Oxfordu. Irwin studoval v Bristolu a Oxford navštěvoval jen v rámci svého studia. Hector po oslavě odváží Irwina na motorce, ale cestou mají nehodu, při které Hector umírá. Po letech se učitelka Lintottová setkává se svými bývalými studenty. Dakin je daňový právník, Rudge má stavební firmu, Crowther je smírčí soudce, Akthar je ředitelem školy, Lockwood je důstojník, Scripps je novinář, Timms vlastní síť čistíren a Posner je učitelem dějepisu, který studentům dál předává znalosti, které se naučil od Hectora. Irwin opustil dráhu učitele a pracuje jako televizní novinář.

## Obsazení
| Richard Griffiths      | učitel Douglas přezdívaný Hector |
| Clive Merrison         | ředitel Felix                    |
| Frances de la Tour     | Dorothy Lintott                  |
| Stephen Campbell Moore | Irwin                            |
| Samuel Anderson        | Christopher Crowther             |
| Samuel Barnett         | David Posner                     |
| Dominic Cooper         | Stuart Dakin                     |
| James Corden           | Richard Timms                    |
| Sacha Dhawan           | Adi Akthar                       |
| Andrew Knott           | James Lockwood                   |
| Russell Tovey          | Peter Rudge                      |
| Jamie Parker           | Donald Scripps                   |
| Georgia Taylor         | Fiona                            |
| Penelope Wilton        | Hazel Bibby                      |
| Adrian Scarborough     | Stanley Wilkes                   |

## Ocenění
- National Board of Review of Motion Pictures zařadila snímek mezi 10 nejlepších v roce 2006
- Mediální cena GLAAD: nominace v kategorii mimořádný film
- BAFTA: nominace v kategorii nejlepší herec (Richard Griffiths) a nejlepší herečka ve vedlejší roli (Frances de la Tour)
- British Independent Film Award: nominace v kategorii nejlepší herečka (Frances de la Tour), nejlepší scénář (Alan Bennett) a nejlepší začínající herec (Samuel Barnett a Dominic Cooper)